# Villa Saint-Charles
La villa Saint-Charles est une voie du 15e arrondissement de Paris, en France.

## Situation et accès

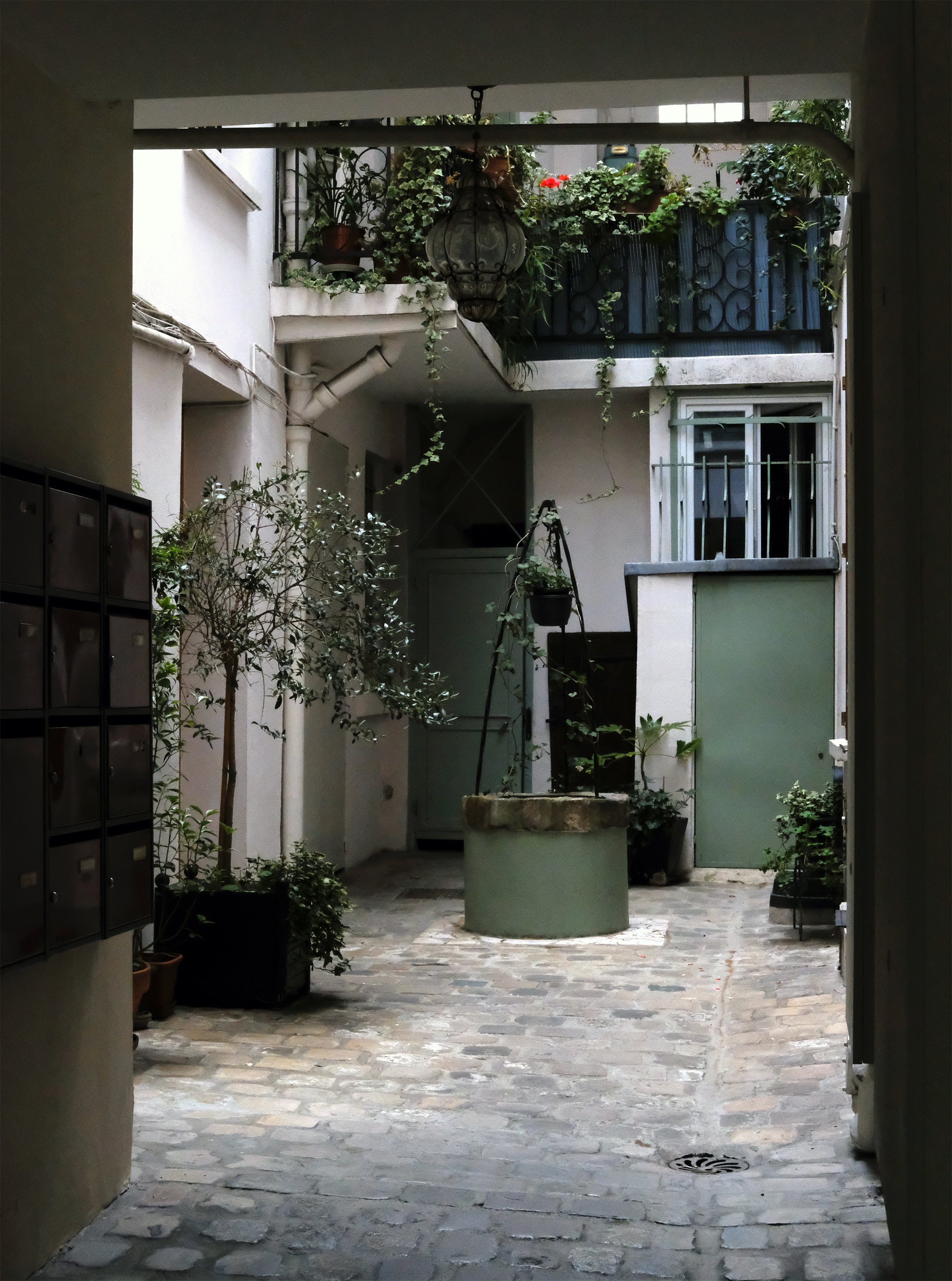
No 9 : cour avec puits.

La villa Saint-Charles est une voie publique située dans le 15e arrondissement de Paris. Elle débute au 98-102, rue Saint-Charles et se termine en impasse.
La cour du numéro 9 possède un puits.

## Origine du nom
Ainsi appelée en raison de son voisinage avec la rue Saint-Charles qui porte le nom du roi de France et de Navarre Charles X.

## Historique
La voie est ouverte en 1869 sous le nom d'« impasse Saint-Charles » et prend sa dénomination actuelle le 12 août 1992. 